# Sarcophage de Portonaccio
Le Sarcophage de Portonaccio est un sarcophage de la Rome antique, datant du IIe siècle, trouvé dans le quartier Portonaccio de Rome. Il est conservé au Musée national romain, dans le palais Massimo. Datant des années 190/200, il a été utilisé pour l'enterrement d'un général romain impliqué dans les campagnes de Marc-Aurèle et montre des influences similaires à celles de la colonne de Marc-Aurèle à Rome.

## Description
Le sarcophage fait partie d'un groupe d'environ vingt-cinq sarcophages de batailles de l'empire romain, tous, à une exception près, datant apparemment de 170-210, et réalisés à Rome ou, dans certains cas, à Athènes. Ces derniers sont issus des monuments de la période hellénistique, et ont tous été vraisemblablement destinés à des commandants militaires. Le sarcophage de Portonaccio est le plus connu et le plus élaboré, et montre à la fois des similitudes considérables avec le grand sarcophage Ludovisi, et des valeurs plus tardives d'environ 250, avec beaucoup de contraste dans le style et l'humeur.
Le visage du général est inachevé, peut être parce que les sculpteurs attendaient un modèle sur lequel travailler. Le général et son épouse sont montrés deux fois sur le couvercle de la frise, se tenant les mains au centre, et seuls à la fin, avec encore leurs visages inachevés. 

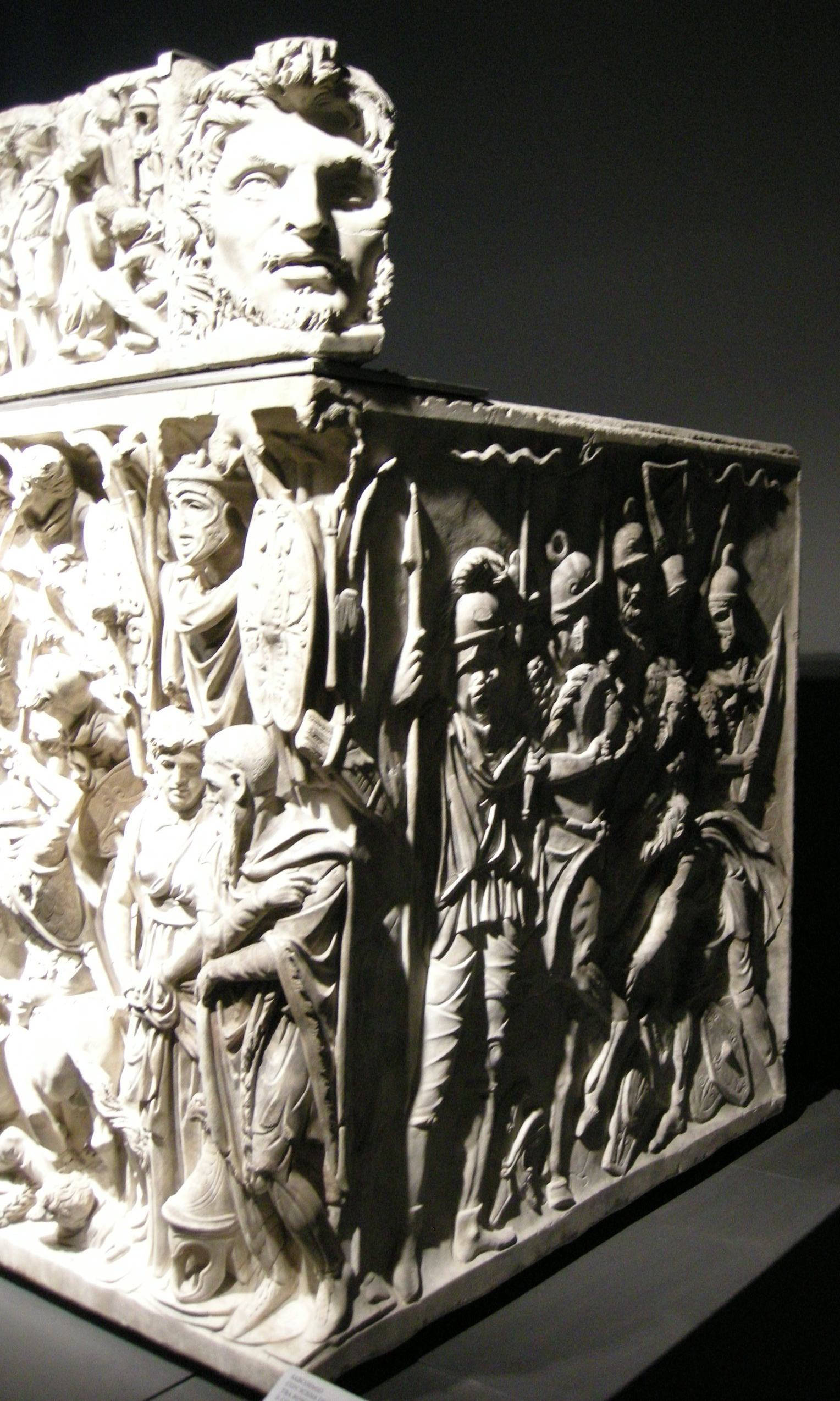
Côté gauche
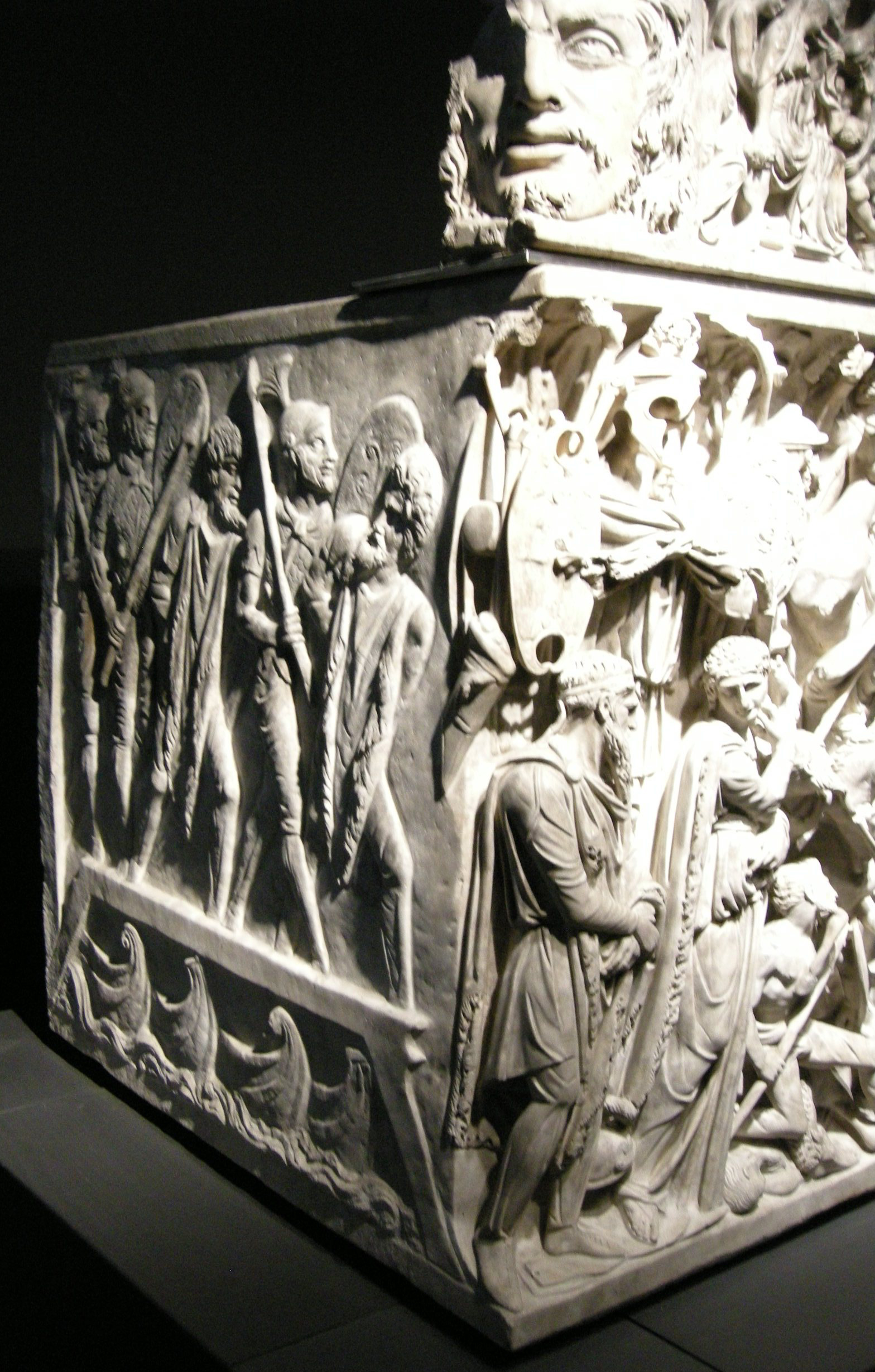
Côté droit
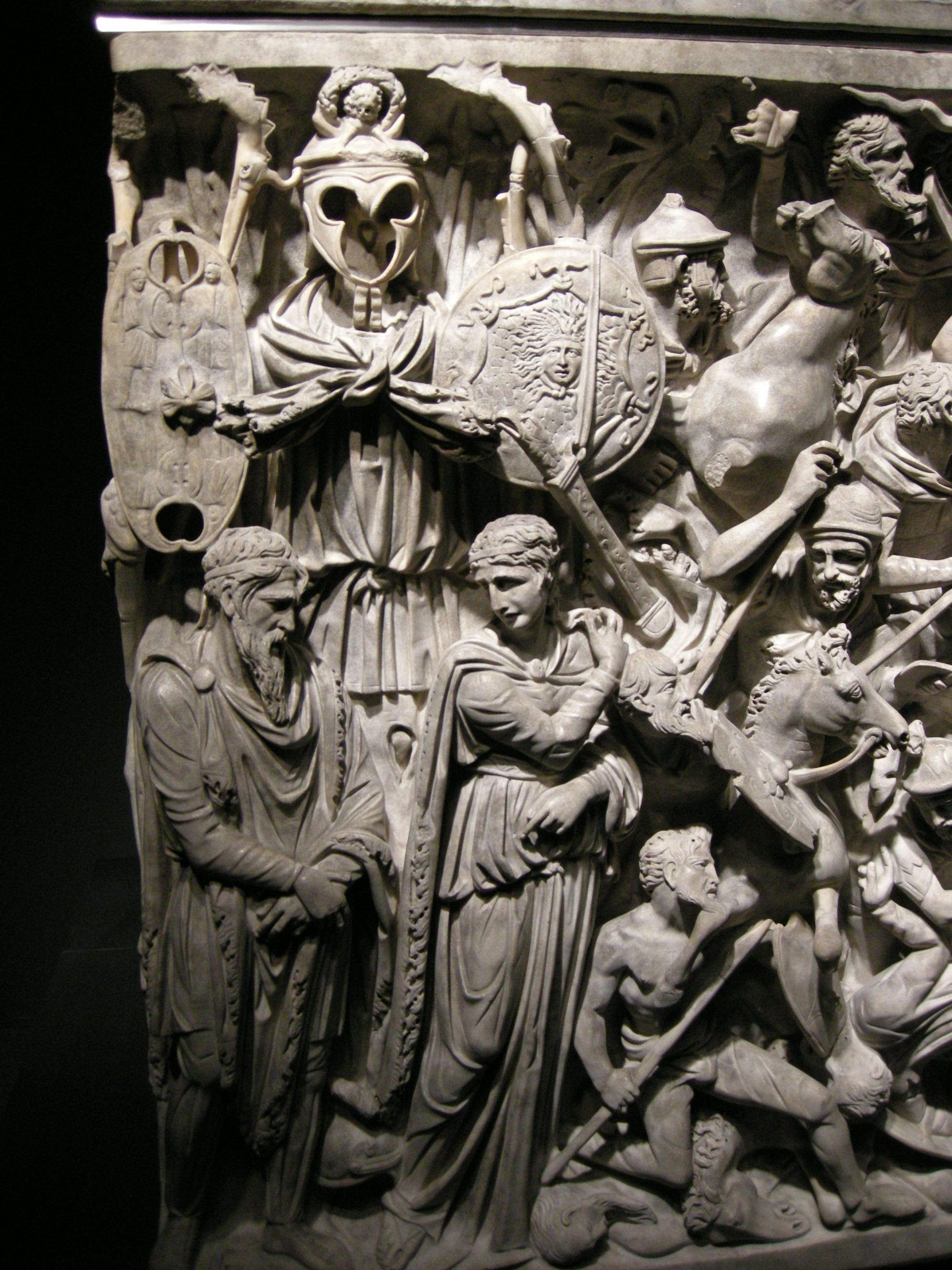
Détail de l'avant, à gauche
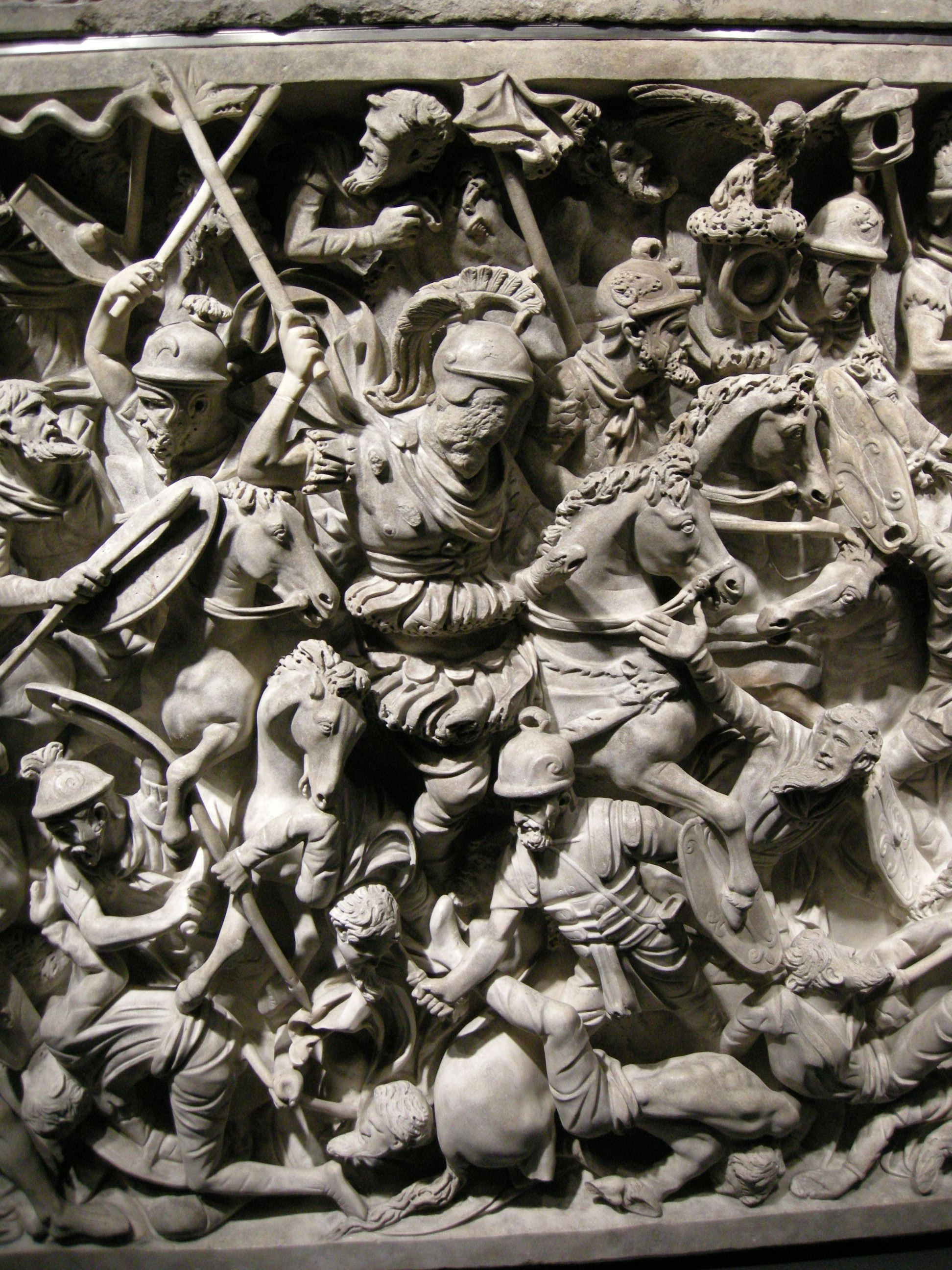
Détail de l'avant, au centre, avec le général
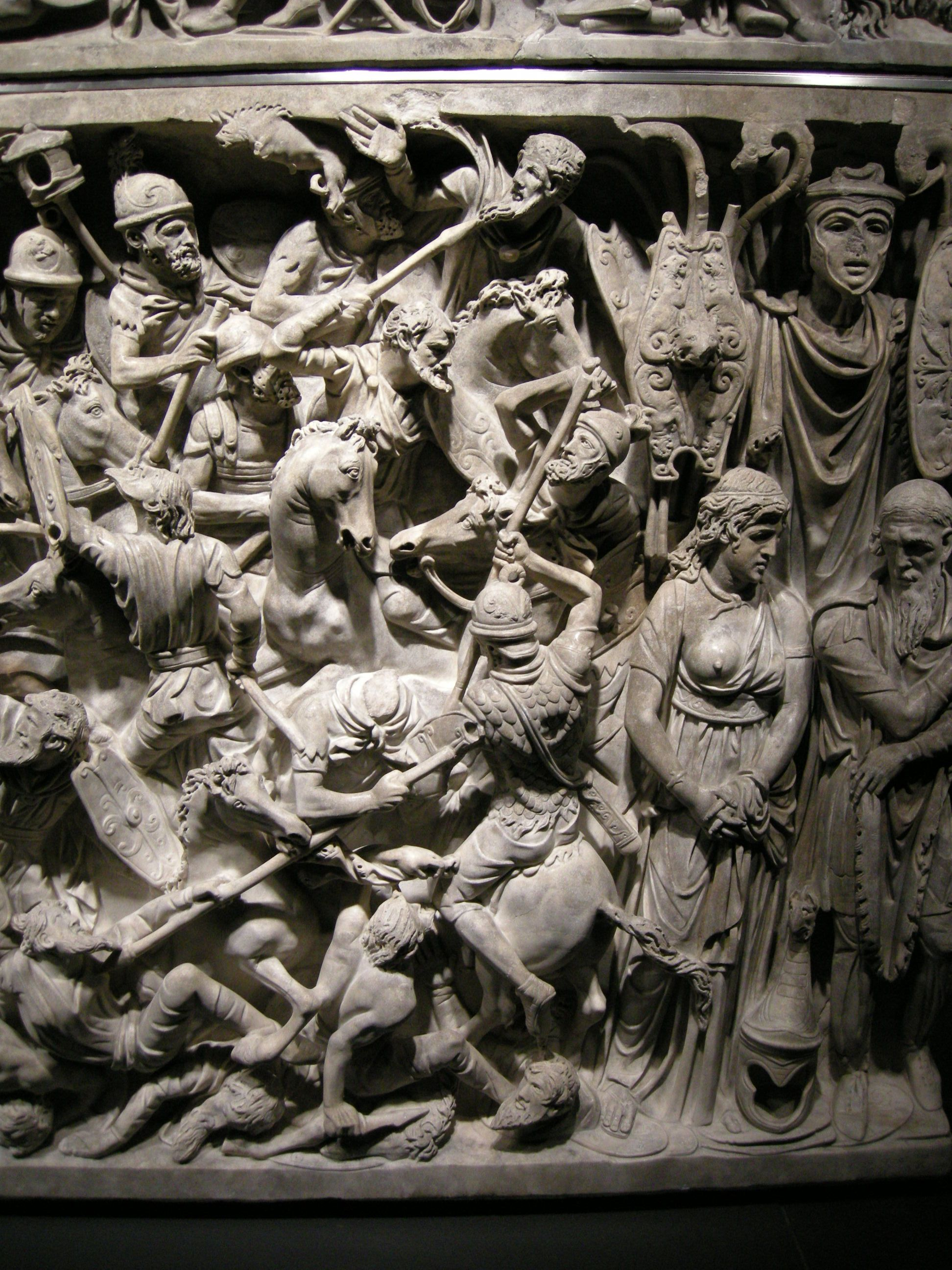
Détail de l'avant, à droite
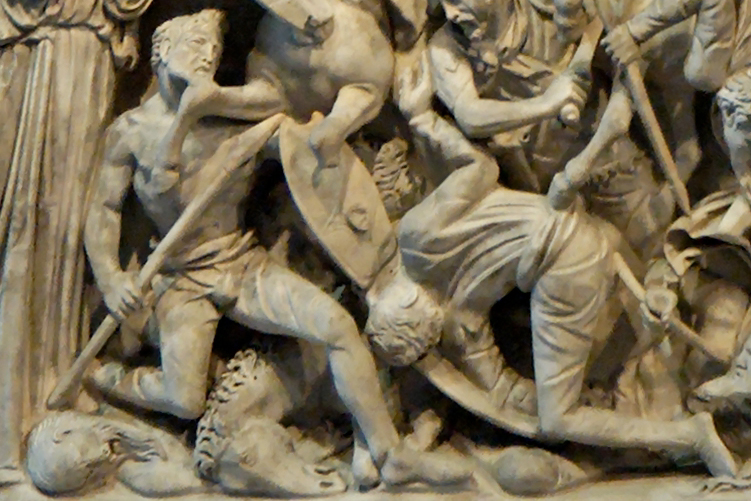
Détail des barbares
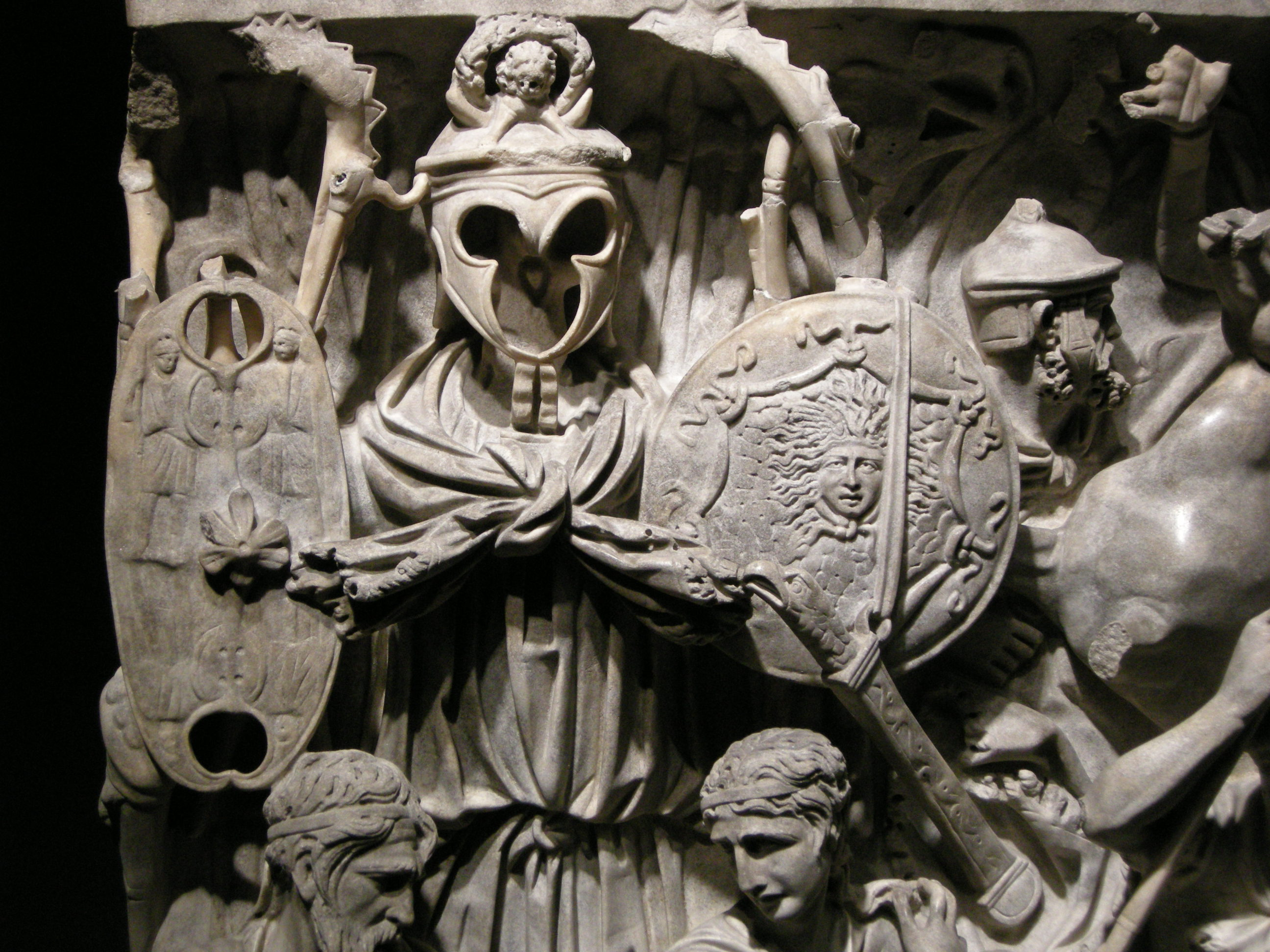
Les trophées sur le côté de l'avant